# 텍스코코

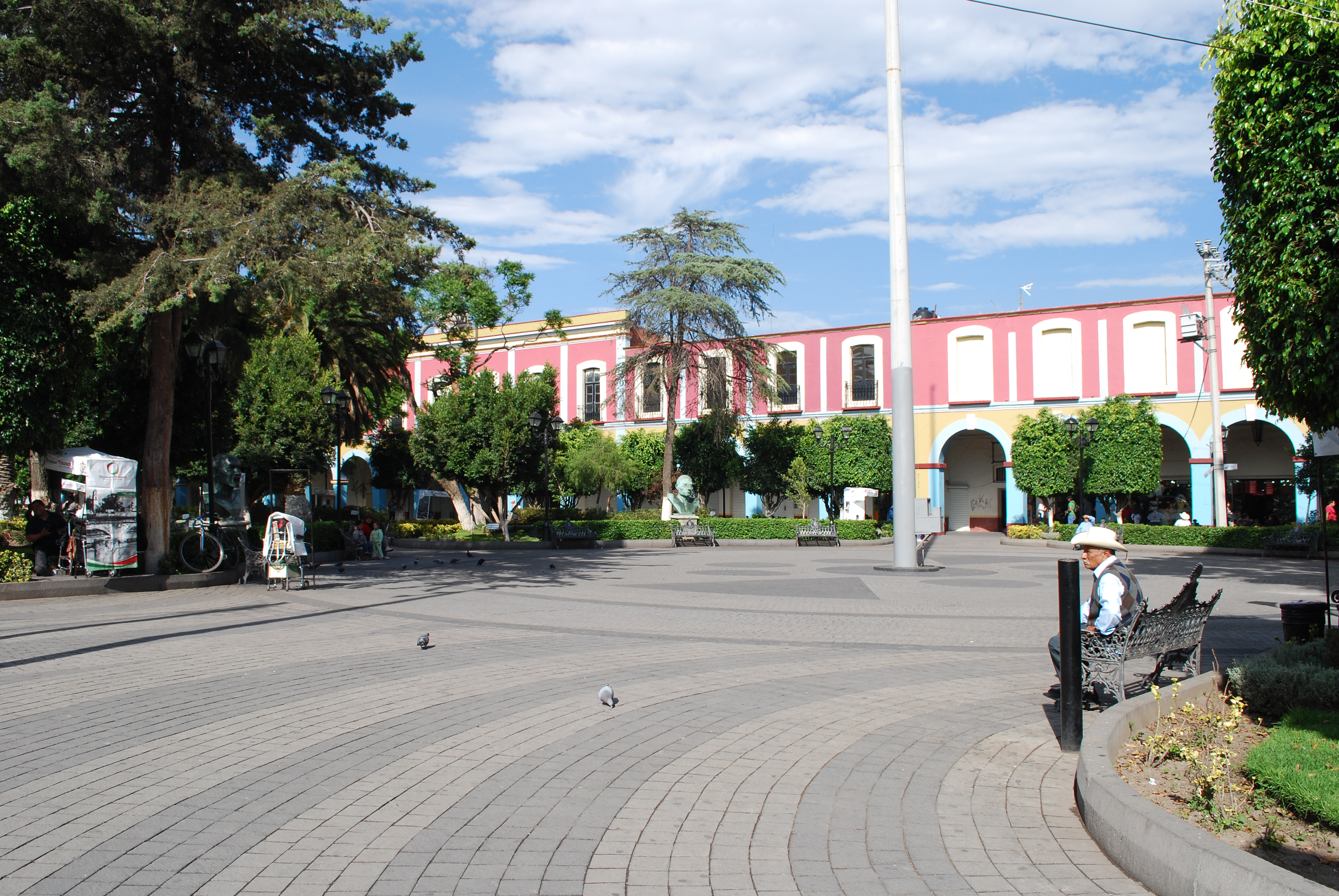
텍스코코

텍스코코(스페인어: Texcoco)는 멕시코 멕시코주에 위치한 도시로 면적은 418.69km2, 높이는 2,250m, 인구는 259,308명(2005년 기준)이다. 스페인에 정복되기 이전부터 도시가 설립되었다. 텍스코코 호와 접하며 멕시코의 수도인 멕시코시티에서 북동쪽으로 25km 정도 떨어진 곳에 위치한다.